# Як чоловіки жінок провчили
«Як чоловіки жінок провчили» (рос. «Как мужья жён проучили») — анімаційний фільм 1976 року Творчого об'єднання художньої мультиплікації студії Київнаукфільм, режисер — Ірина Гурвич.

## Сюжет
Музичний мультфільм, де начебто оживають постаті, вишиті на українському народному рушнику. Сама дія розгортається між дружинами — українкою, росіянкою, білорускою та їхніми чоловіками, які захотіли змінити стан речей у своїх сім'ях. Про те, до чого можуть призвести хитрощі подружжя і як треба повертати сімейне щастя в дім.

## Над мультфільмом працювали
- Автор сценарію і режисер-постановник: Ірина Гурвич
- Художник-постановник: Едуард Кірич
- Композитор: Борис Буєвський
- Художники-актори: Наталя Марченкова, Адольф Педан
- Оператор-постановник: Анатолій Гаврилов
- Звукооператор: Ізраїль Мойжєс
- Художники: О. Охримець, І. Смирнова, Н. Горбунова
- Асистенти: О. Малова, О. Деряжна, Марія Черкаська, Станіслав Лещенко
- Редактор: Світлана Куценко
- Директор картини: Іван Мазепа